# Ali Rabo
Ali Rabo (* 6. června 1986) je fotbalový záložník z Burkiny Faso, který v současné době hraje v iráckém klubu Baghdad FC. Je také reprezentantem Burkiny Faso.

## Klubová kariéra
Ali Rabo hrál v Burkině Faso za klub ASFA Yennenga. V letech 2011–2013 působil v egyptském klubu Ittihad El-Shorta. V říjnu 2013 odešel do iráckého Baghdad FC.

## Reprezentační kariéra
V seniorské reprezentaci Burkiny Faso debutoval v roce 2012.
Zúčastnil se Afrického poháru národů 2013 v Jihoafrické republice, kde mužstvo postoupilo do finále proti Nigérii, tam ale Burkina Faso podlehla soupeři 0:1.